# 巴哈省
巴哈省（阿拉伯語：ٱلْبَاحَة，羅馬化：al-Bāḥah，發音：[alˈbaːħa]）是沙特阿拉伯的一個省份，位於漢志地區的西南部。巴哈省面積9,921平方公里，截至2017年人口為476,172人。巴哈省的省會是巴哈。Baljorashi有一著名的傳統市場「週六市場」（سُوْق ٱلسَّبْت），其時代甚為久遠，每逢伊斯蘭晨禱結束後開市，或當地時間約上午5時，並於中午左右閉市。市集人流從各區地區抵達買賣手工藝品。巴哈省是兩個阿茲德族的主要聚居地，分別為加姆德族及扎赫蘭族。